# Saint-Nazaire-de-Valentane

Saint-Nazaire-de-Valentane este o comună în departamentul Tarn-et-Garonne din sudul Franței. În 2009 avea o populație de 333 de locuitori.

## Evoluția populației
| An        | 1975 | 1982 | 1990 | 1999 | 2006 | 2009 |
| --------- | ---- | ---- | ---- | ---- | ---- | ---- |
| Populație | 444  | 420  | 384  | 360  | 325  | 333  |